# Federico Busonero
Federico Busonero né en 1955 est un photographe italien  en Toscane. 

## Biographie
Après avoir exercé le métier de médecin, il décide de se consacrer à la photographie à plein temps. Passionné de photographie sous-marine, il débute en 1990 un projet photographique sur les fonds marins des îles Fidji, qui donne lieu à la publication d’un ouvrage financé par l’Union européenne et le gouvernement des Fidji.
En 1998-2000, il entreprend une étude à la chambre 6x6 inches sur la forêt du Mont Amiata, dans le sud de la Toscane, qui conduit à la publication de deux ouvrages :  Foresta et Il Castagno et à l’organisation d’une exposition itinérante en France, Italie et Allemagne.
En 2002, il entreprend un reportage photographique sur le Parc national des Abruzzes en Italie et publie en 2003 un ouvrage consacré à l’abbaye romane de Sant’Antimo en Toscane. Il effectue également un travail sur le fleuve Ombrone, qui donne lieu à la publication d’un ouvrage en 2008. 
À partir de décembre 2008, Federico Busonero est missionné par l’UNESCO pour photographier le patrimoine culturel et architectural dans les territoires occupés de Palestine, travail qui donne lieu à une exposition à Paris à l’UNESCO en 2010 puis en 2011 à Ramallah, ainsi qu’à la publication d’un ouvrage chez Hatje Cantz en 2016. Il réalise également un reportage documentaire sur l’accès aux soins médicaux dans les territoires occupés de Palestine pour le WHO.

## Ouvrages
- 1996 : Fidji: the uncharted sea. Antilles Françaises
- 1997-1999 : 
  - Portfolio Colour and Form on The Reef, éditions Ottezec, Paris
  - livre d’artiste Permanent Blue Light, avec Cozette de Charmoy, édition Ottezec.